# Famille von Stackelberg
La famille von Stackelberg est une illustre famille de l'ancienne noblesse germano-balte.

## Histoire
(août 2024).
Les ancêtres de cette famille sont venus d'Allemagne s'installent en Livonie pendant le Drang nach Osten au Moyen Âge. Leurs racines remontent à la seigneurie de Stecklenberg, avec le château fort de Stecklenburg, près de Thale dans les montagnes du Harz. Certains seigneurs de la famille se mettent au service du Saint-Empire romain germanique, d'autres de l'évêque d'Halberstadt, et d'autres partent pour la colonisation de la Baltique.
Un Waldewerus de Stackelberg est mentionné dans des documents à Cologne en 1244, et un autre du nom de Henricus de Stackelberg se trouve à Riga, nouvellement fondée, en 1308. Ce dernier est vassal de l'évêque de Dorpat. Ensuite un Arent von Stackelberg se trouve toujours dans la région au XVe siècle.
Peter von Stackelberg, seigneur protecteur de l'abbaye de Dorpat (pas encore passée au protestantisme) et mort en 1545, est le fondateur de quatre lignées de Stackelberg, celle des Stackelberg de Kawer-Kreuzhof, celle des Stackelberg de Camby-Isenhof, celle des Stackelberg de Memskul-Piddul et celle des Stackelberg d'Oldenhorn-Hallinap, qui essaiment en Livonie, en Courlande, en Suède, dans le grand-duché de Finlande et en Russie. La troisième et la quatrième lignées se divisent elles-mêmes en plusieurs branches. Avant la Première Guerre mondiale, les Stackelberg étaient partagés en vingt-huit lignées et leurs propriétés foncières représentaient au total plus de 1 677 km2 dans les provinces baltes. Ils seront tous expulsés et expropriés par les réformes des nouvelles républiques baltes en 1919 et ne conservent que quelques maisons à la campagne, avant d'être encore expulsés pendant la période de la Seconde Guerre mondiale, mettant fin à plus de sept cents ans d'histoire.
Plusieurs branches de cette famille subsistent aujourd'hui à l'étranger. Une branche cadette s'est mise au service du royaume de Suède qui colonisa la région jusqu'au début du XVIIIe siècle. Ses membres ont été élevés au titre de baron suédois en 1714 et de comte suédois en 1727. D'autres reçoivent le titre de comte du Saint-Empire en 1775 et 1786. La Russie reconnaît leurs titres de noblesse balte au milieu du XVIIIe siècle et les inscrit à la noblesse de l'Empire en 1854 en tant que barons baltes.

## Personnalités
- Baron Berndt von Stackelberg (1666-1734) Feld-maréchal suédois, seigneur d'Hallinap
- Baron Berndt Otto von Stackelberg (1703-1787), Feld-maréchal, commandant des troupes suédoises en Finlande
- Baron Carl Adam von Stackelberg (1669-1749), général suédois
- Baron Otto Magnus von Stackelberg (1787-1837), archéologue
- Comte Otto Magnus von Stackelberg (1736-1800), comte du Saint-Empire Romain Germanique, ambassadeur de Catherine II
- Comte Reinhold Johann von Stackelberg (1754-1810), comte du Saint-Empire Romain Germanique
- Baron Berndt Robert Gustaf Stackelberg (1784-1845), gouverneur de l'île de Saint-Barthélemy, diplomate et général suédois
- Baron Ewald von Stackelberg (1847-1909), vice-amiral de la flotte impériale russe
- Baron Georg von Stackelberg (1851-1913), général de cavalerie de l'armée impériale russe
- Comte Reinhold Alexander von Stackelberg (1797-1869), gouverneur de Livonie
- Comte Gustav Ernst von Stackelberg (1766-1850), ambassadeur, conseiller de l'empereur Alexandre, signataire au congrès de Vienne en 1815
- Comte Ernest de Stackelberg (1813-1870), ambassadeur de Russie à Paris, Vienne, Madrid et auprès du royaume de Sardaigne
- Comte Gustav von Stackelberg (1853-1917), diplomate, général russe, mort en protégeant le grand-duc Michel de Russie des révolutionnaires
- Comte Fritz Carl Louis Stackelberg (1899-1988), ambassadeur du royaume de Suède
- Heinrich von Stackelberg (vers 1305), vassal de l'évêque de Dorpat
- Baron Heinrich von Stackelberg (1905-1946), économiste, théorie du duopole
- Baron Olaf von Stackelberg (1818-1903), vice-amiral et chef de la flotte impériale russe de la Baltique
- Helene Elisabeth von Stackelberg (1845-1930), épouse de l'explorateur Reinhold von Anrep-Elmpt
- Nils von Stackelberg (1630-1714), baron balte, capitaine de chevalerie suédois, major et administrateur de district estonien
- Otto Christian Engelbrecht von Stackelberg (1735-1792), baron balte, commandant des dragons de la garde du Holstein
- Otto Gustav von Stackelberg (1771-1811), baron balte, président de l'assemblée de la noblesse du gouvernement d'Estland
- Otto Magnus von Stackelberg (1704–1765) (et), baron balte, général-major de la garde du Holstein de Pierre III
- Adam Friedrich von Stackelberg (1703-1768), baron, administrateur de district, capitaine de chevalerie
- Wolmar von Stackelberg (1680-1744), baron balte, maréchal de Livonie
- Wolter Reinhold von Stackelberg (1703-1787), baron, général suédois
- Peter von Stackelberg (1480-1545), fondateur de la lignée, bailli de Tartu et membre de la Cour de la Chambre Impériale.

## Possessions
- Château d'Abia (aujourd'hui à Abja en Estonie)

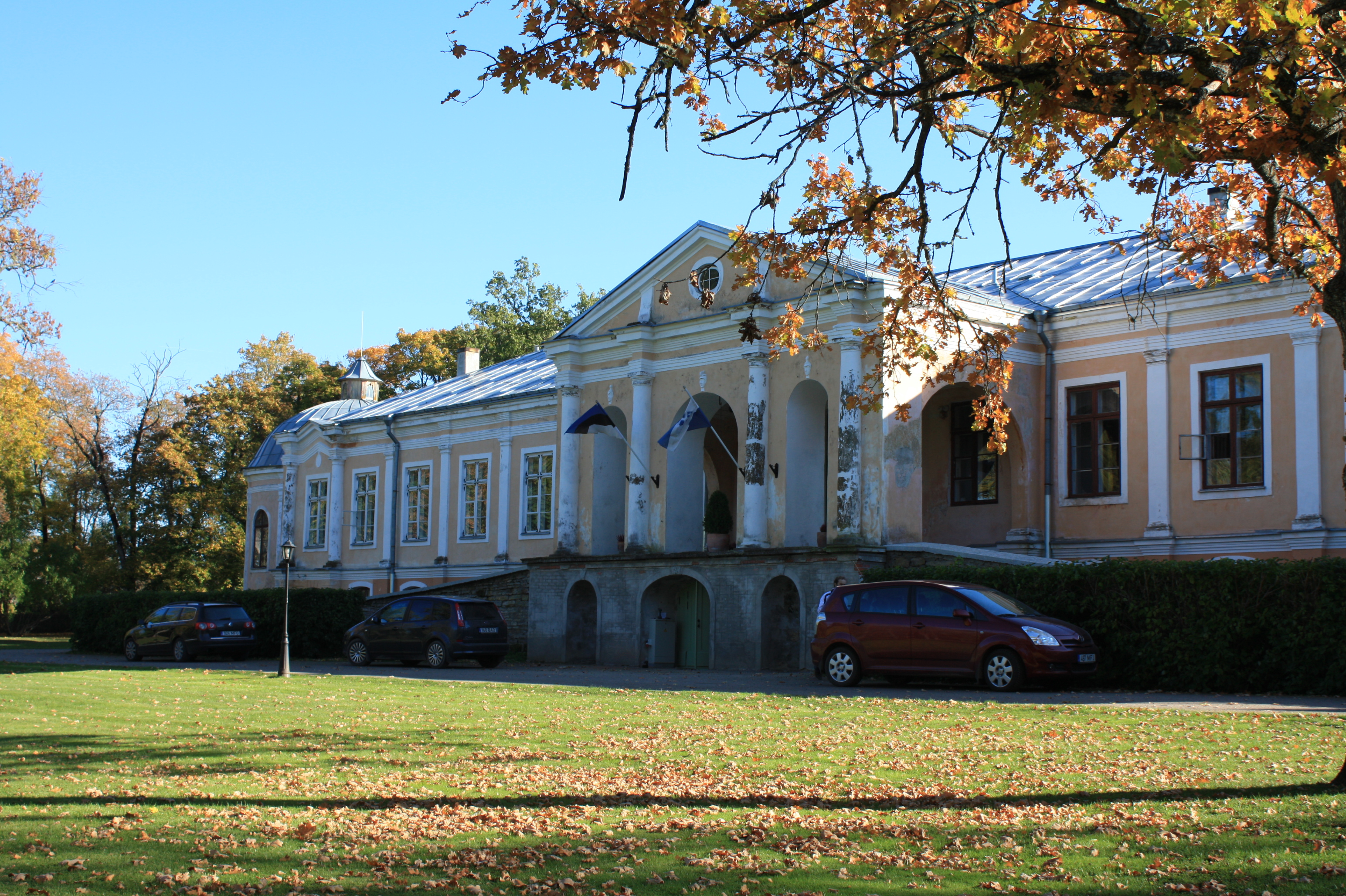
Façade du château de Faehna

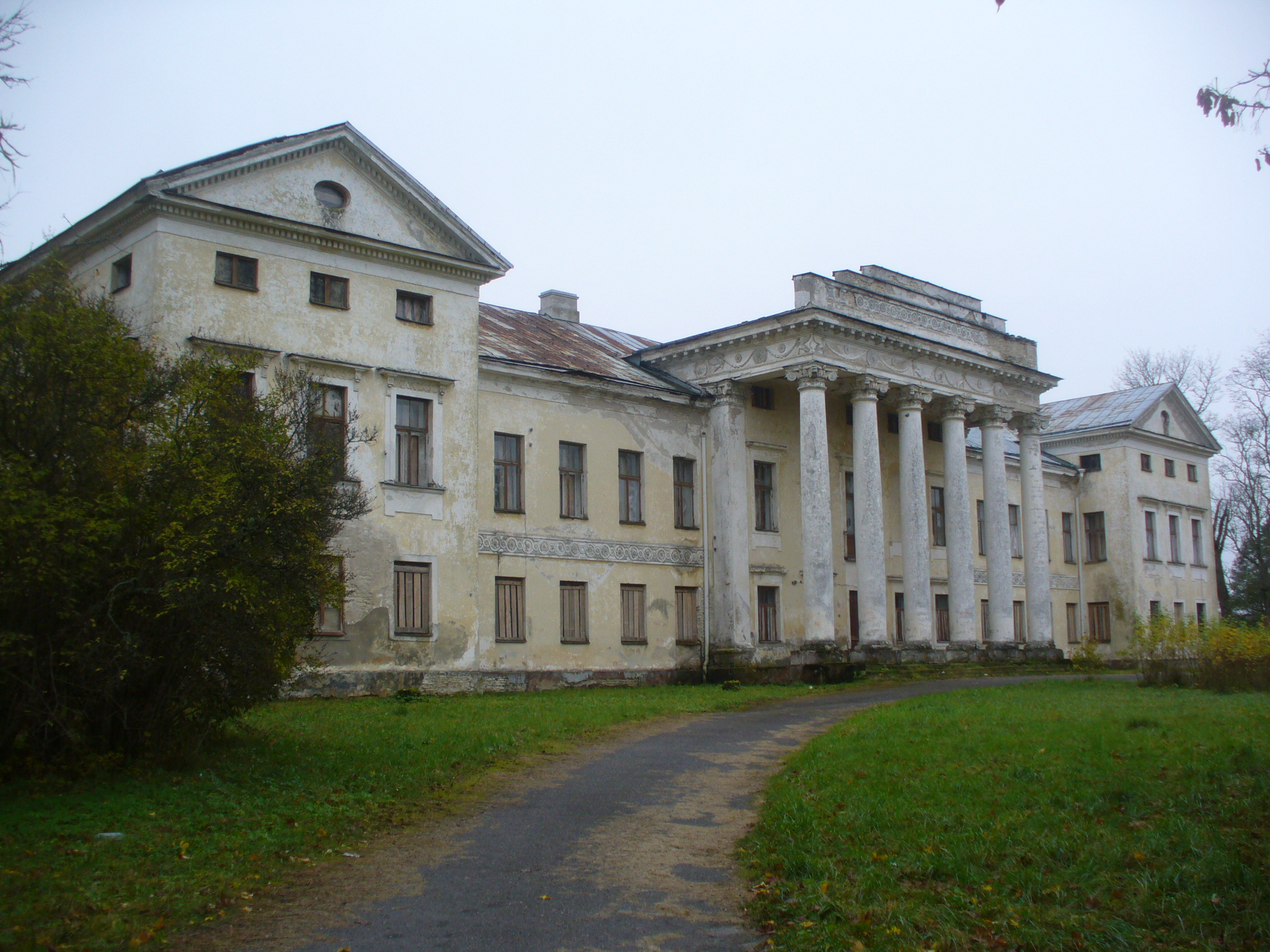
Vue du château de Riesenberg

- Château de Fähna (aujourd'hui à Vääna en Estonie)
- Domaine d'Hermannshof (dépendant de la paroisse de Pillistfer aujourd'hui en Estonie)
- Manoir de Kreuzhof à Kreuz in Harrien (aujourd'hui à Harju-Risti en Estonie)
- Château d'Eivere (aujourd'hui Eivere mõis, en Estonie)
- Manoir d'Alt Isenhof (aujourd'hui Purtse, en Estonie)
- Manoir de Hördel (aujourd'hui Hördela en Estonie)
- Manoir de Ratula (aujourd'hui en Finlande)
- Château de Kalvi (dans le Comté de Lääne-Viru en Estonie)
- Domaine de Putkaste en Estonie
- Manoir Adavere (dans le Comté de Jõgeva en Estonie)
- Château de Kaltenbrunn (aujourd'hui à Roosna-Alliku en Estonie)
- Domaine de Kattentack (aujourd'hui Aasvere en Estonie)
- Manoir de Matzal (aujourd'hui à Matsalu dans la commune de Lihula en Estonie)
- Domaine de Mexhof (aujourd'hui Mäo en Estonie)
- Domaine de Mödders (aujourd'hui Mõdriku en Estonie)
- Château de Münkenhof (aujourd'hui à Muuga dans le Virumaa occidental)
- Domaine de Rasik (aujourd'hui à Raasiku dans la région d'Harju en Estonie)
- Château de Riesenberg (aujourd'hui à Riisipere en Estonie)
- Château de Sarkfer (aujourd'hui à Sargvere dans la commune de Paide en Estonie)
- Domaine de Wagenküll (aujourd'hui Taagepera à Helme en Estonie)
- Manoir de Wittenpöwel (aujourd'hui à Viti en Estonie), de 1858 à 1919
- Château de Kaagri (aujourd'hui Kaagvere en Estonie)